# Awaji (stad)
Awaji (japanska: 淡路市?, Awaji-shi) är en stad på norra delen av ön Awaji i Hyōgo prefektur i Japan. Staden bildades 2005  genom sammanslagning av kommunerna Awaji, Tsuna, Higashiura, Hokudan och Ichinomiya.  

## Kommunikationer
Akashi Kaikyo-bron förbinder staden med Kōbe på Honshū. 